# Trinity: Souls of Zill O'll
Trinity: Souls of Zill O'll, conocido como Trinity: Zill O'll Zero en Japón, es un RPG de acción, situado en un escenario de fantasía, parte de la serie Zill O'll, cuyas entregas aparecieron previamente en PSOne , PlayStation 2 y PlayStation Portable. El juego es exclusivo de la consola PlayStation 3.

## Lanzamiento
El juego fue desarrollado por la empresa Omega Force, publicado por Koei (Tecmo Koei), y lanzado en Japón el 25 de noviembre de 2010 y en Estados Unidos y Europa en febrero de 2011. Una demo fue lanzada en Estados Unidos en PlayStation Store el 7 de febrero de 2011 y en la PlayStation Store de Europa el 8 de febrero de 2011.
El diseño del juego difiere de las entregas anteriores de la serie "Zill O'll", cuyos combates eran por turnos, que han sido sustituidas en esta última entrega por combates en tiempo real, lo que permite al jugador controlar hasta a tres personajes totalmente diferentes entre sí.
Existen una serie de contenidos descargables gratuitos (DLC) sólo disponibles en la tienda PlayStation Store japonesa, que proporcionan nuevos trajes, armas y misiones alternativas. Estos añadidos son exclusivos para Japón y no están disponibles en América ni tampoco en Europa.

## Recepción
La recepción del juego ha sido mixta, ya que algunos medios profesionales catalogan al juego como más virtudes que defectos, y viceversa. El sitio web Gamespot valoró el sistema de combate en tiempo real, pero señaló la falta de profundidad en todos los demás aspectos.
La revista española Meristation puntuó al juego con un 6/10, mientras que otras webs como 3D Juegos o VicioJuegos le dieron una valoración de 7/10 y 75/100, respectivamente.